# Аграновский, Герман Леонидович
Герман Леонидович Аграновский (1931, Ленинград — 7 марта 1984, Петропавловск-Камчатский) — советский альпинист и тренер. Мастер спорта международного класса СССР, заслуженный тренер РСФСР.

## Биография
Пережил блокаду Ленинграда во время Великой Отечественной войны. В 1945 году пошёл работать учеником в часовой мастерской. Вскоре познакомился со знаменитым альпинистом П. П. Будановым и сам увлёкся альпинизмом. Своё первое восхождение совершил в 1947 году и был удостоен почётного знака «Альпинист СССР» 1 ступени. Служил в Морском флоте. После службы женился на Людмиле Аграновской (1932—2022), которая в будущем стала известной альпинисткой, и поступил в Педагогический институт им. Герцена, который окончил в 1962 году. До 1968 года работал учителем географии в школе и подрабатывал трубочистом, что в то время было вполне распространено у подобных Герману Леонидовичу спортсменов.
Неоднократно выигрывал чемпионаты СССР (1957, 1958, 1964, 1968) и был их призёром (1960, 1961, 1962, 1966, 1974).
В конце 1968 года уехал работать тренером на Камчатку вместе с женой. В 1969 году создал альпинистскую школу «Эдельвейс» с двумя направлениями в работе: горнолыжный спорт и альпинизм, а также стал её руководителем. У четы Аграновских занимались многие камчатские спортсмены, среди которых ― заслуженный мастер спорта России Варвара Зеленская.
Скончался 7 марта 1984 года от второго инфаркта. Урна с прахом ― в колумбарии Санкт-Петербургского крематория.
В 2009 году в память Германа Аграновского в Петропавловске-Камчатском были проведены открытые краевые соревнования по горнолыжному спорту.